# Дальнейшее расширение Европейского союза
Дальнейшее расширение Европейского союза открыто для любой европейской демократической страны со свободным рынком, имеющей желание и возможности для приведения законодательства в соответствие с правом ЕС. С момента основания Евросоюза как Европейского объединения угля и стали в 1952 году прошедшие расширения увеличили число стран-участников с шести до двадцати семи. Условия вступления включены в Копенгагенские критерии, согласованы в 1992 году и закреплены в Маастрихтском договоре (статья 49). Является ли страна европейской, определяется политической оценкой, проводимой институтами ЕС.
В настоящий момент девять стран имеют статус кандидата: Албания (подала заявку в 2009), Босния и Герцеговина (в 2016), Грузия (в 2022), Молдова (в 2022), Северная Македония (в 2004 году), Сербия (в 2009), Турция (в 1987), Украина (в 2022) и Черногория (в 2008). Государства Западных Балкан подписали Соглашение о стабилизации и ассоциации, которое уже вступило в силу для Албании, Северной Македонии, Сербии и Черногории и которое обычно предшествует подаче заявления на членство. Исландия подала заявку в 2009 году, но в мае 2013 года новое исландское правительство приняло решение о замораживании переговоров о вступлении страны в ЕС (заявка была отозвана 12 марта 2015 года).
Грузия, Молдова и Украина подписали соглашение об ассоциации с Евросоюзом в 2014 году. В 2021 году для координации действий по вступлению в ЕС было создано «Ассоциированное трио». Первоначально страны планировали подать заявку на вступление в ЕС в 2023—2025 годах. Однако уже 28 февраля, через несколько дней после вторжения России на Украину, украинское правительство подало заявку на присоединение к Евросоюзу по ускоренной процедуре. Грузия и Молдова подали свои заявки 3 марта. 14 декабря 2022 года Республика Косово подала заявку на вступление. 23 июня 2022 года Украине и Молдове присвоили статус кандидата в ЕС. 14 декабря 2023 года Грузии присвоили статус Кандидата в ЕС.

## Страны в текущей программе расширения
В настоящее время на повестке дня Евросоюза — принятие Турции, Западных Балкан, Украины, Молдовы и Грузии. Турция имеет долгую историю евроинтеграции, и переговоры по вступлению могут занять ещё много лет. Страны Западных Балкан Евросоюз поручился принять после произошедших в них гражданских войн, и в данный момент две страны уже вступили в ЕС, три являются кандидатами, оставшиеся — заключили договоры ассоциации, предшествующие вступлению. Процесс вступления Балканских стран замедлен из-за двусторонних споров на Балканах, проблем с институциональными реформами ЕС, а также сложностей с адаптацией странами acquis communautaire (принятой на сегодня совокупности правовых норм ЕС).
Украина подала заявку на вступление 28 февраля 2022 года по ускоренной процедуре. Молдова и Грузия подали заявки 3 марта. 23 июня 2022 года Украине и Молдове присвоили статус Кандидата в ЕС. 15 декабря 2022 года Босния и Герцеговина получила статус кандидата. 14 декабря 2023 года Грузии присвоили статус Кандидата в ЕС. 25 июня 2024 года Украина и Молдова начали официальные переговоры о вступлении в ЕС.
| Страна               | Статус                  | Договор ассоциации     | Заявление на членство | Статус кандидата | Начало переговоров (закрыто глав/всего) |
| -------------------- | ----------------------- | ---------------------- | --------------------- | ---------------- | --------------------------------------- |
| Албания              | переговоры              | 12 июня 2006 (ССА)     | 28 апреля 2009        | 24 июня 2014     | 26 марта 2020 (0/33)                    |
| Босния и Герцеговина | кандидат                | 16 июня 2008 (ССА)     | 15 февраля 2016       | 15 декабря 2022  | —                                       |
| Грузия               | кандидат                | 1 июля 2016 (СА)       | 3 марта 2022          | 14 декабря 2023  | —                                       |
| Молдова              | переговоры              | 1 июля 2016 (СА)       | 3 марта 2022          | 23 июня 2022     | 25 июня 2024 (0/33)                     |
| Косово               | заявка подана           | 24 марта 2016 (ССА)    | 14 декабря 2022       | —                | —                                       |
| Северная Македония   | переговоры              | 9 апреля 2001 (ССА)    | 22 марта 2004         | 17 декабря 2005  | 26 марта 2020 (0/33)                    |
| Сербия               | переговоры              | 29 апреля 2008 (ССА)   | 22 декабря 2009       | 1 марта 2012     | 21 января 2014 (2/35)                   |
| Турция               | замороженные переговоры | 12 сентября 1963 (УНА) | 14 апреля 1987        | 12 декабря 1999  | 3 октября 2005 (1/33)                   |
| Украина              | переговоры              | 1 августа 2017 (СА)    | 28 февраля 2022       | 23 июня 2022     | 25 июня 2024 (0/33)                     |
| Черногория           | переговоры              | 15 октября 2007 (ССА)  | 15 декабря 2008       | 17 декабря 2010  | 29 июня 2012 (6/33)                     |

### Официальные кандидаты
На сегодняшний день заявления десяти стран приняты и официально рассмотрены, из них девять стран имеют статус кандидата. Эти страны начали или начнут в скором времени процесс вступления, приводя своё законодательство в соответствие правовым нормам ЕС. Северная Македония, Черногория, Сербия и Босния и Герцеговина подали заявление в 2004, 2008, 2009 и 2016 годах соответственно, при этом все четыре страны были частью Югославии. Турция имеет статус кандидата с 1999 года, подав заявление на вступление в 1987 году. Причина столь долгого процесса — сложности по приведению страны к стандартам ЕС, а также проблемы политического характера, сопровождающие вступление. Албания получила статус кандидата в 2014 году. Украина и Молдова получили статус кандидата в 2022 году, Грузия — в 2023.

#### Албания
В 2000 году Албания была официально признана «потенциальной страной-кандидатом» на вступление в Европейский союз, в 2003 году стороны начали переговоры по подписанию Соглашения о стабилизации и ассоциации. 12 июня 2006 года стороны подписали это Соглашение, тем самым завершив первый важный шаг к полноправному членству Албании в ЕС. 28 апреля 2009 года Албания подала заявку на вступление в Европейский союз. 8 ноября 2010 года Совет Европейского союза одобрил введение безвизового режима для граждан Албании, желающих посетить страны Европейского союза с туристической целью, 10 декабря 2010 года это решение официально вступило в силу. 24 июня 2014 года Албания получила официальный статус страны-кандидата на вступление в Европейский союз.

#### Босния и Герцеговина
Вступление в Евросоюз — одна из внешнеполитических целей современной Боснии и Герцеговины.
С декабря 2010 года граждане Боснии и Герцеговины с биометрическим паспортом получили доступ в Шенгенскую зону без визы.
В 2008 году было подписано соглашение о стабилизации и ассоциации Боснии и Герцеговины с Европейским союзом, вступившее в силу 1 июня 2015 года. 15 февраля 2016 года Босния и Герцеговина подала заявку на вступление в Европейский союз. 15 декабря 2022 года страна получила статус кандидата.
В марте 2024 года главы ЕС договорились начать переговоры с Боснией и Герцеговиной, отметив, что стране необходимо продолжать курс реформ. Дата начала переговоров пока не решена.

#### Грузия
О своём намерении вступить в ЕС неоднократно заявляло руководство Грузии.
В мае 2010 года глава представительства Евросоюза в России Фернандо Валенсуэла заявил, что в обозримой перспективе присоединения Грузии к Евросоюзу не будет.
В июле 2010 года в Батуми стартовали переговоры представителей ЕС и Грузии по поводу заключения двустороннего соглашения об ассоциации.
25 февраля 2013 года Грузия получила план действий по либерализации визового режима с ЕС.
На Вильнюсском саммите 29 ноября 2013 года состоялась церемония парафирования соглашения об ассоциации между Грузией и Евросоюзом. Кроме того, грузинская сторона подписала второе соглашение, предполагающее вовлечение страны в операции по управлению кризисами.
27 июня 2014 года состоялась церемония подписания соглашения об ассоциации. Сейчас идёт процесс ратификации данного договора.
3 марта 2022 года премьер-министр Грузии Ираклий Гарибашвили заявил, что Грузия подала официальную заявку на членство в ЕС: «Сегодня исторический день для Грузии, мы официально обратились за членством в Европейском союзе. Мы доказали, что являемся частью европейской семьи, и что европейский путь — единственно верный для грузинского народа».
14 декабря 2023 года Европейский совет предоставил Грузии статус кандидата на вступление в ЕС.

#### Молдова
Соглашение между Молдовой и Европейским союзом о партнёрстве и сотрудничестве было подписано 28 ноября 1994 года и вступило в силу 1 июля 1998 года. Руководство непризнанной Приднестровской Молдавской Республики не поддерживает стремление Молдовы вступить в Евросоюз. И хотя Молдова не входит в официальную программу расширения, в ноябре 2010 года действовавший премьер-министр страны Влад Филат заявил, что Молдова подаст заявку на вступление в Евросоюз в 2011 году.
27 июня 2014 года состоялась церемония подписания нового соглашения об ассоциации. 1 июля 2016 года Соглашение вступило в силу.
Вступивший в должность в 2016 году президент Молдовы Игорь Додон в 2017 году заявлял о том, что намерен аннулировать Соглашение с Европейским союзом после очередных парламентских выборов в случае, если Партия социалистов получит большинство мест в парламенте.
Несмотря на это, 3 марта 2022 года следующий президент Молдовы, Майя Санду, сообщила, что заявка на вступление в ЕС была официально оформлена и ожидает рассмотрения.
23 июня 2022 года Европейский совет предоставил Молдове статус государства-кандидата на вступление в ЕС.
14 декабря 2023 года Европейский союз принял решение начать переговоры о вступлении Молдовы в ЕС.
20 октября 2024 года в Молдове состоялся референдум о вступлении в ЕС.

#### Северная Македония
Республика Македония стала соискателем членства в Союзе 22 марта 2004 года. 9 ноября 2005 года Европейская комиссия рекомендовала страну к статусу кандидата. 17 декабря лидеры стран ЕС, следуя рекомендации, официально присвоили стране запрашиваемый статус, но дата начала переговоров по вступлению пока не была объявлена.
Охридское соглашение поддерживает мир и порядок в обстановке этнической напряжённости с присутствующем на западе страны албанским меньшинством, добившимся значительной автономии. В отличие от Сербии, суверенитет сохраняется на всей территории. Премьер-министр Никола Груевский предположил, что страна может присоединиться в 2012 или 2013 годах. Тем не менее подтверждения датам со стороны ЕС нет.
17 декабря 2005 года Европейский совет одобрил и поприветствовал достижения в реформировании страны и осуществлении договоров (Копенгагенские критерии, Соглашение о стабилизации и ассоциации, Охридское соглашение).
Вплоть до февраля 2019 года вступление Македонии было частично блокировано разногласием между республикой и её южным соседом, членом ЕС, Грецией по поводу наименования страны (см. Спор об именовании Македонии), и решение спора стало одним из предусловий для вступления в Союз. Однако 12 февраля 2019 года вступило в силу подписанное в июне 2018 года Преспанское соглашение, разрешающее многолетний конфликт, и Республика Македония официально сменила своё название на Республику Северная Македония. В целом, кандидатура страны всё ещё ставится под сомнение в связи со сложностями в достижении европейских стандартов в нормах права и экономики.

#### Сербия
Хотя Сербия в 2009 году получила статус кандидата в члены ЕС, а Евросоюз является основным внешнеторговым партнёром страны (двусторонний товарооборот в 2013 году достиг 16,3 млрд евро), процесс вступления Сербии в ЕС идёт медленно. Основными препятствиями являются низкий уровень развития экономики страны (пострадавшей от войн и санкций 1990-х годов), нерешённость косовской проблемы, а также отказ Белграда присоединиться к санкциям против России, введённых после вторжений на Украину в 2014 и 2022 годах. На присоединение Сербии к ЕС Брюссель выделил, например, в 2007—2013 годах в рамках Инструмента для помощи в присоединении 1,1 млрд евро.

#### Турция
Турция — один из основателей Совета Европы с 1949 года и, благодаря подписанному 12 сентября 1963 года Соглашению об ассоциации между ЕЭС и Турцией, является «ассоциированным членом» Европейского союза и его предшественников с 1964 года. Страна формально подала заявление на вступление 14 апреля 1987 года, но статус кандидата получила только на саммите в Хельсинки в 1999 году. После саммита в Брюсселе 17 декабря 2004 года (вслед за крупным расширением) Европейский совет объявил официальной датой начала переговоров по вступлению Турции 3 октября 2005 года. Процесс проверки законодательства начался 20 октября 2005 и завершился 18 октября 2006 года.
По классификации ЦРУ США, Турция является развитой страной с седьмой по размеру экономикой в Совете Европы и пятнадцатой в мире, входит в Таможенный союз с ЕС с момента вступления в силу соглашения о Таможенном союзе между Турцией и ЕС в 1996 году. Турция — один из членов — основателей ОЭСР (1961), ОБСЕ (1971), а также ассоциативный член Западноевропейского союза с 1992 года. Помимо этого Турция — член — основатель Большой индустриальной двадцатки (1999), которая имеет тесные связи с Евросоюзом. Страна также входит в состав региональной группы ООН «Западная Европа и другие государства».
Сторонники вступления страны в ЕС утверждают, что, являясь ключевой силой в регионе и имея крупную экономику и вторые по величине в НАТО вооружённые силы, Турция усилит позицию ЕС в роли глобального геостратегического игрока. Учитывая географическое положение Турции, её экономические, политические, культурные и исторические связи в регионах, богатыми полезными ресурсами, это непосредственно в геополитической сфере влияния Евросоюза: Восточное Средиземное и Черноморское побережья, Средний Восток, Каспийское море и Центральная Азия.
По словам Карла Бильдта, в 2006—2014 годах министра иностранных дел Швеции, вступление Турции в Евросоюз «даст ЕС решающую роль для стабилизации восточной части Средиземноморья и Чёрного моря, что несомненно в стратегических интересах Европы». Великобритания — одна из ключевых стран, поддерживающих вступление Турции. В мае 2008 года королева Елизавета II во время визита в Турцию сообщила, что «Турция играет роль моста между Западом и Востоком в критическое для ЕС и всего мира время».
Помимо этого сторонники вступления утверждают, что Турция выполнила большинство условий для вступления. Некоторые также настаивают, что ЕС больше не может отказывать Турции, так как она находится в статусе кандидата уже больше шестнадцати лет и добилась большого прогресса в защите прав человека для того, чтобы удовлетворить условия вступления.
Тем не менее в Евросоюзе также существует оппозиция вступлению Турции, в частности поддерживаемая бывшим президентом Франции Николя Саркози и канцлером Германии Ангелой Меркель. Противники вступления утверждают, что с частями законодательства, подобными потенциально репрессивной 301-й статье Уголовного кодекса Турции (статья, запрещающая «оскорбление турецкой идентичности», реформированная 30 апреля 2008 года), и значительной ролью армии в политике Турции, осуществляемой через Совет национальной безопасности Турции (эта структура была также реформирована 23 июля 2003 года в соответствии с требованиями ЕС), Турция не соблюдает ключевых принципов, ожидаемых от либеральной демократии, таких как, например, свобода слова. Помимо этого, значительная численность населения Турции изменит баланс сил в представительных европейских учреждениях. По присоединению к ЕС населения в семьдесят миллионов позволит иметь второе по величине представительство в Европарламенте. Согласно демографическим прогнозам, Турция станет самой населённой страной Европы к 2020 году, обогнав Германию. На 2019 год население Германии на 1 000 000 человек превышает население Турции.
Валери Жискар д’Эстен, бывший президент Франции, выступил против вступления, опасаясь, что членство Турции может затронуть дальнейшие планы расширения, в особенности, увеличив число желающих вступить стран. По его мнению, вслед за Турцией в Европейский союз могут попроситься страны Ближнего Востока и Северной Африки, и, в первую очередь, Марокко. Марокко уже было отказано в членстве на основании географического положения, и Турция, в отличие от Марокко, располагает территорией в Европе. В январе 2007 года Николя Саркози, будучи кандидатом в президенты, сообщил, что «у Европы есть определённые границы, и далеко не все страны могут стать её полноправными членами, это касается и Турции, которой нет места в Евросоюзе; безграничное расширение ЕС может привести к разрушению европейского политического союза». Кроме того, некоторые возражают против вступления страны, являющейся в большой степени мусульманской. В 2004 году будущий председатель Европейского совета Херман Ван Ромпёй заявил: «Турция — не часть Европы и никогда не станет её частью. Расширение ЕС за счёт Турции не может быть приравнено к любым расширениям, имевшим место в прошлом. Универсальные ценности, которые воплощают могущество Европы и которые являются фундаментальными ценностями христианства, потеряют силу с присоединением большого исламского государства — такого, как Турция».
Лишь малая часть территории Турции находится в Европе, как ту общепринято географически определять. Также в Европе расположена большая часть крупнейшего города страны, Стамбула. Член ЕС Республика Кипр располагается к югу от Анатолии и является частью континентального шельфа полуострова, таким образом географически находясь в Азии.
Ещё одной проблемой является продолжающийся Кипрский конфликт. Евросоюз и большинство стран мира считают северную треть Кипра частью Республики Кипр. Однако де-факто эта часть острова контролируется признанным только Турцией правительством Северного Кипра. Турция, в свою очередь, не признаёт правительство Республики Кипр, затягивая решение конфликта, предлагаемое ООН, а также содержит на территории Северного Кипра 40 000 турецких военнослужащих. Инициированный ООН план Аннана по объединению острова был поддержан ЕС и Турцией. Проведённые в апреле 2004 года референдумы дали противоположные результаты по частям острова: будучи поддержанным турками-киприотами план был отвергнут киприотами-греками.
Также признание геноцида армян официально не является обязательным условием для вступления Турции в ЕС, однако некоторые авторы считают, что Турции придётся сделать это на пути к членству в ЕС .

#### Украина
Стремление Украины к евроинтеграции проявилось во внешней политике страны к концу 2004 года с приходом к власти Виктора Ющенко, сделавшего программные заявления о постановке четырёх главных задач: получении статуса страны с рыночной экономикой, вступлении в ВТО, получение статуса ассоциированного члена ЕС, а затем — полноправного. Признание Украины страной с рыночной экономикой произошло 1 декабря 2005 года, а 16 мая 2008 года страна стала 152-м членом ВТО. Вместе с тем, несмотря на постоянную поддержку членства Украины со стороны европарламентариев, тон резолюций Европарламента отражает оценки политической ситуации и развития демократии в стране: если резолюция 2005 года призывает предоставить стране чёткую перспективу с возможностью вступления в ЕС, а в резолюции февраля 2010 года, помимо признания права страны подать заявку о членстве, предлагается предоставить Еврокомиссии мандат на разработку плана действий по отмене визового режима для Украины, то резолюция от 25 ноября 2010 года (после вступления в должность президента Украины Виктора Януковича) критикует последние местные выборы, проблемы со СМИ, нарушение прав и свобод, а также вмешательство СБУ в демократический процесс.
В феврале 2011 года посол ЕС на Украине Жозе Мануэль Тейшейра заявил, что в настоящее время Украина не соответствует минимальным условиям для обсуждения вопроса членства в ЕС.
В конце марта 2012 года Украина и ЕС парафировали Соглашение об ассоциации, включающее положения о создании углублённой и всеобъемлющей зоны свободной торговли.
В начале июня 2012 года посол ЕС на Украине Жозе Мануэль Тейшейра заявил, что Европейский союз не возражает против членства Украины в организации.
23 июля 2012 года Украина и ЕС расширили договор об упрощении визового режима.
Про поддержку евроинтеграции Украины своими странами заявили представители Польши, Эстонии, Литвы, Греции, Великобритании, Ирландии, Испании, Португалии, Бельгии, Румынии, Венгрии, Италии, Люксембурга, Финляндии, Австрии, Швеции, Кипра, Латвии, Мальты, Словакии, Словении, Болгарии.
21 ноября 2013 года Кабинет министров Николая Азарова заявил о приостановлении подготовки к заключению Соглашения об ассоциации с ЕС с целью «обеспечения национальной безопасности Украины» и «восстановления утраченных объёмов производства и торгово-экономических отношений с Российской Федерацией». 28 ноября 2013 года подписание соглашения об ассоциации и зоне свободной торговли на саммите Восточного партнёрства в Вильнюсе не состоялось, что послужило одной из причин массовых протестов населения и последующей смене власти на Украине.
21 марта 2014 года новый премьер-министр Украины Арсений Яценюк подписал политическую часть соглашения. 27 июня 2014 года в Брюсселе состоялось подписание экономической части соглашения с участием избранного 25 мая 2014 года президента Украины Петра Порошенко. 16 сентября 2014 года Верховная рада Украины и Европейский парламент одновременно ратифицировали соглашения о ассоциации, в этот же день Пётр Порошенко подписал закон о ратификации данного соглашения.
16 сентября 2014 года Верховная рада Украины приняла постановление «О европейском выборе Украины». В нём, в частности, было отмечено, что Верховная Рада Украины рассматривает ратификацию Соглашения об ассоциации не только как стимулирующий фактор для осуществления дальнейших реформ на Украине, но также как очередной шаг на пути к достижению конечной цели европейской интеграции — приобретение полноправного членства в Европейском союзе.
8 сентября 2014 года Европейский парламент резолюцией «Ситуация на Украине и состояние дел в отношениях ЕС — Россия» подтвердил, что в соответствии со статьёй 49 Соглашения о ЕС Украина, как и любая другая европейская страна, имеет европейскую перспективу и может стать членом ЕС при условии, что будет придерживаться принципов демократии, уважать основные свободы, права человека, права меньшинств и обеспечивать верховенство права.
25 февраля 2015 года Верховный представитель ЕС по иностранным делам и политике безопасности Федерика Могерини в эфире британского телеканала Sky News, отвечая на вопрос о планах ЕС принять Украину в свой состав, заявила: «Каждая страна на европейской территории имеет право или возможность рано или поздно подать заявку о вступлении».
1 сентября 2017 года Евросоюз одобрил соглашение об ассоциации с Украиной и оно полностью вступило в силу.

28 февраля 2022 года президент Украины Владимир Зеленский подписал заявку на членство Украины в Европейском союзе. В свою очередь глава Еврокомиссии Урсула фон дер Ляйен заявила: 
«Украина одна из нас, и мы хотим видеть её в Европейском союзе»
 Спустя день, 1 марта, Европарламент поддержал резолюцию о предоставлении Украине статуса страны-кандидата на вступление в ЕС. Резолюцию одобрили 637 голосами «за», только 13 евродепутатов выступили «против», 26 воздержались. 11 марта 2022 года в ЕС дали согласие на евроинтеграцию Украины и работают над предоставлением ей статуса кандидата. Также заявили о намерении и дальше укреплять связи и партнерство и отметили, что «Украина принадлежит к европейской семье». К тому моменту поддержка вступления Украины в Европейский союз среди украинцев являлась самой высокой за всю историю: 91 % населения поддерживал присоединение Украины к ЕС.
21 марта 2022 года в Брюсселе начали рассматривать заявку Украины на членство в Евросоюзе. Об этом сообщил комиссар ЕС по европейской политике соседства и переговорам о расширении Оливер Вархеи. Он пообещал, что заключение по ней будет предоставлено как можно скорее.
8 июня 2022 года Европейский парламент рекомендовал предоставить Украине статус кандидата в члены ЕС. За проголосовало 438 евродепутатов.
17 июня Европейская комиссия поддержала предоставление Украине статуса кандидата на вступление в Евросоюз.
23 июня Совет Европейского союза предоставил Украине статус кандидата на вступление в Евросоюз.
14 декабря 2023 года Европейский союз принял решение начать переговоры о вступлении Украины в ЕС.

#### Черногория
В ходе референдума о независимости 21 мая 2006 года большинство голосов проголосовавших было отдано за выход из Союза Сербии и Черногории. После провозглашения независимости Черногория официально подала заявку на членство в Европейском союзе 15 декабря 2008 года. Однако государство продолжает испытывать проблемы в сферах экологии, законодательства и борьбы с преступностью, которые могут замедлить или усложнить достижение цели.
Черногория без договорённости с ЕС использует евро с момента его выхода в 2002 году, ранее использовав немецкую марку. Переговоры о Соглашении о стабилизации и ассоциации (ССА) начались в сентябре 2006 года. ССА было подписано 15 октября 2007 года и вступило в силу 1 мая 2010 года после того, как все 27 стран Европейского союза его ратифицировали.
Список вопросов, касающихся выполнения страной критериев вступления и степени соответствия праву ЕС, был послан Европейской комиссией правительству Черногории 22 июля 2009 года; ответ получен 9 декабря 2009 года. Еврокомиссия рекомендовала Совету министров ЕС присвоить стране статус кандидата 9 ноября 2010 года. 17 декабря 2010 года Черногория стала официальным кандидатом на вступление в ЕС.
Большинство жителей страны выступает за присоединение к Евросоюзу: согласно опросам, 76,2 % населения за вступление и 9,8 % — против[когда?].
29 июня 2012 года лидеры стран Евросоюза одобрили начало переговоров о вступлении Черногории в ЕС.

### Потенциальные кандидаты, подавшие заявки

#### Косово
Провозгласившее независимость 17 февраля 2008 года Косово и Европейский союз подписали соглашение о стабилизации и ассоциации 27 октября 2015 года, а 21 января 2016 года Европарламент ратифицировал его. Однако подаче полноценной заявки на вступление мешает неопределённый международно-правовой статус Косова. Из 27 стран — членов Европейского союза 5 (Греция, Испания, Кипр, Румыния и Словакия) не признают независимость Косова и считают его частью Сербии, тогда как вступление новых государств в Евросоюз возможно с согласия только всех его членов.

## Страны вне текущей программы расширения

### Азербайджан
С 1993 года Азербайджан заявил о своей заинтересованности в отношениях с ЕС и приступил к планированию связей с ним в различных областях. В 1996 года президент Азербайджанской Республики Г. Алиев подписал Соглашение о партнёрстве и сотрудничестве и установил официальные связи.

### Армения
Армения географически расположена между Восточной Европой и Западной Азией. Однако, как и Кипр, многие считают её культурно связанной с Европой из-за связей с европейским обществом через диаспору, из-за её индоевропейского языка и из-за исповедания армянами христианства. 12 января 2002 года Европейский парламент отметил, что Армения может вступить в ЕС в будущем.
Армения ранее заявляла о намерениях в отношении европейской интеграции и даже декларировала вступление в ЕС долгосрочной целью, участвуя в программе «Европейской политики соседства» с 2004 года, а в «Восточном партнёрстве» — с момента его создания в 2009 году.
Армения долгие годы имеет тесные отношения с Россией, заявляя, как в 2006, так и в 2010 году, что альтернативы им нет. В 2013 году президент Армении Серж Саргсян заявил об отказе от курса на евроинтеграцию. 10 октября 2014 года Армения вступила в Таможенный союз ЕАЭС. 2 января 2015 года Армения официально вступила в Евразийский экономический союз (ЕАЭС).
В августе 2017 года члены альянса «Елк», который возник как либеральный политический альянс в Армении, высказались о том, что вступление республики в Евразийский союз было серьёзной ошибкой. По словам лидеров этой партии, обсуждение выхода из Евразийского союза будет в повестке дня альянса. Альянс имеет проевропейскую направленность и считает, что Армения должна была подписать Соглашение об ассоциации с ЕС, а не вступать в Евразийский союз.
В октябре 2019 года вице-премьер Армении Тигран Авинян заявил, что отношения Армении и ЕС имеют совершенно другой уровень, по сравнению с отношениями до армянской революции 2018 года. Министр подтвердил, что революция укрепила связи между Арменией и ЕС, так как они разделяют одни и те же демократические ценности. Также министр заявил, что «новая политическая ситуация в Армении полностью соответствует взглядам ЕС». Авинян также дал понять, что в будущем Армении придется решать, стоит ли подавать заявку на членство в ЕС. Министр сообщил, что любое решение Армении о вступлении в Европейский союз должно быть принято с согласия народа, и что в будущем вступление Армении в ЕС произойдёт только после полного выхода Армении из Евразийского союза.
В июле 2019 года президент Армении Армен Саркисян заявил, что «Армения — это не только страна, подписавшая соглашение с Европейским союзом, но и страна, которая является и всегда была глубоко европейской в плане культуры. Поэтому сближение с ЕС для нас очень естественно. Армения является колыбелью европейских ценностей, от нашей религии и культуры до литературы и музыки», — во время встречи с президентом Европейского совета Дональдом Туском в Ереване. В ответ Дональд Туск заявил, что «Армения является неотъемлемой частью европейской семьи и культуры. Место подлинных людей, которые дорожат свободой. Севанаванк является памятником, который свидетельствует о тысячелетнем влиянии Армении на европейскую культуру».
13 марта 2024 года Европарламент принял резолюцию, предлагающую рассмотреть возможность предоставления Армении статуса кандидата в члены ЕС. За инициативу проголосовали 504 депутата, против – 4, воздержались – 32.
14 марта 2024 года спикер парламента Армении Ален Симонян прокомментировал принятую резолюцию: «Мы благодарим наших европейских партнеров за этот важный шаг. Армения привержена активной работе по реализации положений вышеупомянутой резолюции и углублению сотрудничества с ЕС, основанного на общих демократических ценностях и устремлениях».
14 марта 2024 года премьер-министр Армении Никол Пашинян прокомментировал принятую резолюцию:
«Этой резолюцией Европейский парламент зафиксировал достижения Республики Армения в области демократии, верховенства закона и борьбы с коррупцией, что чрезвычайно важно для международного восприятия нашей страны. Резолюция процитировала мое заявление, сделанное с трибуны Европейского парламента 17 октября прошлого года, о том, что Армения готова быть настолько близка к Европейскому Союзу, насколько Европейский Союз сочтет это возможным, зафиксировав, что если Республика Армения захочет подать заявку на вступление в Европейский Союз, институты Европейского союза должны оказать поддержку. Приветствуя эту резолюцию Европейского парламента, я думаю, что она должна стать предметом общественного обсуждения в Армении. Это еще один повод обсудить видение будущего Республики Армения, и я надеюсь, что политические силы, общественные организации, различные слои общества, граждане Республики Армения выразят свое отношение к этому посланию, прозвучавшему из Европейского парламента, потому что такие послания нуждаются в гораздо более широком отклике, чем правительство или парламентское большинство».
15 марта 2024 года, представитель внешнеполитической службы Евросоюза Петер Стано заявил, что Армения, как и любая европейская страна, имеет право подать заявку на членство в Евросоюзе. «Страны имеют право стремиться к лучшему будущему для своего народа. Они свободны в своем решении, как обеспечить такое будущее. Что касается членства в ЕС, каждая европейская страна — ее народ и правительство — должны решить, хотят ли они подать заявку на вступление в ЕС», —сказал он в ответ на вопрос, открыты ли двери Евросоюза для Армении.

### Беларусь
Евросоюз неоднократно осуждал белорусское правительство за авторитарность государственного правления, несоответствие выборов общеевропейским демократическим нормам и вполне реальные нарушения прав человека и гражданина в республике и даже вводил санкции в отношении страны, вследствие чего Беларусь имеет напряжённые отношения с ЕС. Кроме того, правительство Беларуси выбрало курс на интеграцию с Россией в рамках Союзного государства.
Тем не менее в мае 2009 года Евросоюз пригласил Беларусь в программу «Восточное партнёрство». Однако после президентских выборов 19 декабря 2010 года, не признанных ОБСЕ, Евросоюзом и странами Северной Америки демократическими, и последовавших за выборами арестом участников оппозиционного митинга, министры иностранных дел Швеции, Чехии, Польши и Германии в совместной статье заявили, что продолжение сотрудничества с президентом Беларуси Александром Лукашенко «в настоящий момент выглядит пустой тратой сил и времени».
6 июля 2010 года Беларусь вступила в Таможенный союз ЕАЭС. 1 января 2015 года Беларусь вступила в Евразийский экономический союз, являясь, наряду с Казахстаном и Россией, страной — основателем этой организации.
Однако за активную интеграцию с Европейским союзом высказывается подавляющее большинство политиков и политических партий, позиционирующих себя как оппозиция действующему правительству Александра Лукашенко, конечной целью своих программ декларируя вступление Беларуси в ЕС. В случае смены политического режима и прихода к власти в Беларуси ныне оппозиционных движений, подача заявки на вступление Беларуси в ЕС представляется вполне вероятной.
Кроме того, Россия и Беларусь, подписавшие договор о создании Союзного государства, не могут в принципе начать никакие действия по самостоятельному вступлению в ЕС, не расторгнув этот договор.

### Исландия
Исландия подала заявку на членство в союзе вследствие экономического спада. Данный шаг идёт вразрез с традиционным скептицизмом Исландии по поводу присоединения к ЕС, и исход референдума зависит в большой степени от того, сможет ли правительство убедить своих граждан в необходимости присоединения. До этого отношения Исландии с ЕС определялись её членством в Европейской экономической зоне, предоставляющим доступ к общему рынку ЕС, и Шенгенским соглашением. Как результат, исландское право уже включает значительную часть торгового права ЕС и ожидается, что переговоры о присоединении завершатся быстро (однако исследование, проведённое в 2005 году секретариатом ЕАСТ, показало, что точный процент включения законодательства ЕС составляет лишь 6,5 %).
Как и в Норвегии, основной аргумент Исландии против членства в союзе — страх потерять контроль над своими рыбными ресурсами. Однако финансовый кризис 2008 года заставил правящую партию, Партию независимости, пересмотреть свои позиции и согласиться начать переговоры после проведения общенационального референдума (в дополнение к референдуму по вопросу о присоединении). При этом бывший премьер-министр страны Йоханна Сигурдардоттир и меньшая не входящая в правящую коалицию Прогрессивная партия поддержали лишь заключительный референдум. Вопрос о переговорах был поставлен на голосование в парламенте Исландии в июле 2009 года и утверждён (без проведения референдума о начале переговоров) с небольшим перевесом 16 июля 2009 года. Заявка шведскому председательству в совете ЕС, датированная тем же днём, была принята к рассмотрению в совете 27 июля. 8 сентября Еврокомиссия послала Исландии список из 2500 вопросов, касающихся выполнения страной критериев вступления и степени соответствия праву ЕС, ответы на которые были присланы 22 октября 2009 года. 9 ноября был выбран главный представитель для предстоящих переговоров, Стефан Хаукур Йоханессон, посол Исландии в Бельгии. В феврале 2010 года европейский комиссар по вопросам расширения рекомендовал Совету ЕС начать переговоры с Исландией, после чего 17 июня стране был присвоен статус кандидата, а 27 июля 2010 года — начаты переговоры.
Новое исландское правительство в мае 2013 года приняло решение о замораживании переговоров о вступлении страны в ЕС. 13 июня министр иностранных дел Гуннар Браги Свенссон проинформировал Еврокомиссию о том, что правительство Исландии отзывает свою заявку на вступление в Европейский союз. Согласно опросам в июне 2013 года вступление Исландии в Европейский союз поддерживает менее четверти населения страны.
В феврале 2014 года кабинет министров Исландии подробно изучил доклад Института экономических исследований, в котором рассказывается о ситуации в Евросоюзе и о последствиях, которые могут возникнуть в случае присоединения Исландии к ЕС. Вследствие этого правительство Исландии одобрило инициативу неприсоединения к ЕС, и власти решили отказаться от проведения референдума по поводу того, стоит ли стране продолжать переговоры с Евросоюзом. Согласно опросу, проведённому в январе 2014 года, более 60 % населения Исландии выступает против интеграции в ЕС.
5 января 2015 года премьер-министр Исландии Сигмундюр Давид Гуннлаугссон заявил, что намерен в начале того же года отозвать заявку на членство своей страны в Евросоюзе, что было сделано 12 марта 2015 года.

### Карликовые государства
В Западной Европе расположено пять карликовых государств: Андорра, Ватикан, Лихтенштейн, Монако и Сан-Марино. Лихтенштейн является членом ЕАСТ. Андорра, Ватикан, Монако и Сан-Марино подписали соглашения, позволяющие им не только использовать евро, но и чеканить собственные монеты. Все они также де-факто участвуют в Шенгенском соглашении либо имеют почти полностью открытую границу с ЕС и тесные отношения с граничащими государствами. Например, Монако в полной мере является частью таможенной территории ЕС через Францию и использует большую часть права ЕС в отношении НДС и акцизов.

### Лихтенштейн
Лихтенштейн входит в Европейскую экономическую зону наряду с Исландией и Норвегией и, таким образом, тесно интегрирован с Евросоюзом. Находясь при этом в таможенном и валютном союзе со Швейцарией, страна может соответственно рассмотреть возможность присоединиться к ЕС, если такое решение примет Швейцария. Например, Лихтенштейн подписал Шенгенское соглашение вслед за Швейцарией.

### Норвегия
Население Норвегии дважды на национальных референдумах (в 1972 и 1994 годах) отвергало предложение о вступлении в ЕС, страна осталась в ЕАСТ.

### Россия
Вопрос о рассмотрении России в контексте расширения ЕС поднимался наряду с другими постсоветскими государствами, включая Казахстан, западная часть территории которого расположена в Восточной Европе. Россия неоднократно объявляла о нежелании и невозможности вступления в Евросоюз, предлагая вместо этого реализовать концепцию «четырёх общих пространств», сопровождаемых «дорожными картами» и облегчающих трансграничное перемещение граждан, экономическую интеграцию и сотрудничество в ряде других областей. В октябре 2005 года президент России Владимир Путин заявил о том, что он «был бы счастлив», если бы Россия получила приглашение вступить в ЕС, однако, это заявление было сопровождено оговоркой о том, что сам он не будет выступать с просьбой о принятии в ЕС.
Во время подготовительной стадии Европейской политики соседства (ЕПС) Россия настояла на создании четырёх общих пространств ЕС — России вместо участия в ЕПС, так как видела его «неравным» соглашением с Евросоюзом в доминирующей роли последнего. В мае 2005 года в рамках общих пространств был принят план действий, близкий по содержанию к плану действий ЕПС. Как ЕПС, так и Общие пространства ЕС — России реализованы через Европейский инструмент соседства и сотрудничества.
Кроме того, Россия и Беларусь, подписавшие договор о создании Союзного государства, не могут в принципе начать никакие действия по самостоятельному вступлению в ЕС, не расторгнув этот договор.

### Швейцария
В замороженном состоянии долгое время находилась заявка Швейцарии, вступление которой было остановлено референдумом. Эта страна тем не менее присоединилась к Шенгенскому соглашению с 1 января 2007 года. 1 января 2011 года президентом страны снова стала Мишлин Кальми-Ре, поддерживающая идею вступления Швейцарии в Европейский союз, однако во время своего первого визита в должности президента в январе 2011 года сообщила, что членство в ЕС, как и переход к системе автоматического применения права ЕС, неприемлемы для Швейцарии. 27 июня 2016 года совет ЕС получил уведомление об отзыве заявки на вступление.

## Особые территории государств-членов
По особому договору об ассоциации в делах ЕС ограниченно и не в полном объёме участвуют финская автономия Аландские острова и заморские территории Франции, Нидерландов. Имеющие автономный статус в составе Дании Гренландия (вышла после референдума в 1985 году) и Фарерские острова вовсе не входят в состав ЕС.